# Elmídeos
Elmídeos (Elmidae) é uma família de besouros na superfamília Byrrhoidea. A família tem distribuição cosmopolita e inclui aproximadamente 1330 espécies com 146 gêneros em duas subfamílias: Elminae e Larainae. Na América do Sul, atualmente, são conhecidos 38 gêneros e cerca de 250 espécies. Para o Brasil, são conhecidos 24 gêneros e 149 espécies.